# Bahzina
Bahzina (arab. بحزينا) – wieś w Syrii, w muhafazie Hims. W 2004 roku liczyła 586 mieszkańców.